# Guillaume Ibos
Guillaume Ibos, né à Muret le 10 juillet 1860 et mort le 22 septembre 1952 à Montesquieu-Volvestre (Haute-Garonne), est un chanteur d'opéra français.

## Carrière
Guillaume Ibos poursuit ses études musicales au conservatoire national de Paris dont il remporte le premier prix. Il est donc aussitôt engagé à l'Opéra de Paris.
Il fait ses débuts à l'Opéra de Paris comme jeune ténor en 1882, interprétant le rôle de Fernand dans La Favorite de Donizetti ; puis en 1885.
Il devient l'un des principaux ténors français de la Belle Époque. Il est reconnu à l'étranger où il fit de nombreuses tournées pour y chanter son répertoire, notamment à Madrid, Bruxelles, Genève, Vienne, Saint-Pétersbourg. Il fit une tournée aux États-Unis en 1897-1898. Ses débuts à La Scala eurent lieu en 1904.
Comme Guillaume Ibos était ami de Jules Massenet, ce dernier modifia pour celui-ci la partition du personnage de Werther, prévue préalablement pour un baryton, et la remania pour l'adapter au rôle de ténor. La première avait eu lieu à l'Opéra impérial de Vienne (avec une traduction en allemand), le 16 février 1892 et la première en français au théâtre de Genève, le 27 décembre 1892. Deux semaines plus tard, l'œuvre fut présentée à l'Opéra-Comique, le 16 janvier 1893 avec Guillaume Ibos dans le rôle-titre. Guillaume Ibos interpréta également de grands rôles, comme le duc dans Rigoletto, Don Ottavio dans Don Giovanni, Roméo dans Roméo et Juliette, Vasco dans L'Africaine de Meyerbeer, Raoul dans Les Huguenots, ou bien encore Don Gomez dans Henry VIII de Saint-Saëns. Il chantait aussi Wagner à la perfection et il était surnommé le roi de Lohengrin.
Le musée Clément-Ader de Muret conserve les archives écrites (correspondance, photographies, partitions, divers documents), certains costumes de scènes, des enregistrements, des affiches et des accessoires de ce grand ténor de la Belle Époque.
Il existe une rue Guillaume-Ibos à Toulouse et une rue Guillaume-Ibos à Muret ainsi qu'à Montesquieu-Volvestre.